# 第十届世界华商大会
第十届世界华商大会（The 10th World Chinese Entrepreneurs Convention）是于2009年11月20日至21日在菲律宾首都马尼拉举办的一届世界华商大会，由菲律宾华商联合总会主办。

## 历史
有来自全世界20多个国家和地区超过3000名代表参与。菲律滨总统阿罗约和中国政协主席贾庆林出席了开幕式。本届大会主题为“加强华商联系，促进世界繁荣”，旨在全球金融危机的大环境下，共谋合作，共同发展。